# Могилець (Північна Македонія)
Могилець (мак. Могилец) — село у Північній Македонії, входить до складу общини Македонський Брод Південно-Західного регіону.
Населення — 27 осіб (перепис 2002), за етнічним складом усі македонці.